# 169184 Jameslee
169184 Jameslee è un asteroide della fascia principale. Scoperto nel 2001, presenta un'orbita caratterizzata da un semiasse maggiore pari a 3,1355494 au e da un'eccentricità di 0,0918984, inclinata di 2,06410° rispetto all'eclittica.